# Systemadministratör
En systemadministratör är en person som ansvarar för administration och drift av ett eller flera datorsystem. 
Många systemadministratörer är IT-drifttekniker eller systemutvecklare med speciell inriktning på drift och förvaltning av system. 
I organisationer där det finns mer omfattande datorsystem så finns ofta mer än en systemadministratör och då ansvarar vanligtvis var och en av dem för ett eller flera egna delområden.
Typiska arbetsuppgifter för en systemadministratör kan inkludera:
- regelbundet återkommande underhåll, till exempel säkerhetsuppdateringar
- installationer
- hantering av säkerhetskopiering
- hantering av användarkonton
- övervakning
- felsökning och åtgärder
- uppföljning av rapporterade fel